# Comté de Noxubee
Le comté de Noxubee est situé dans l’État du Mississippi, aux États-Unis. Il comptait 12 548 habitants en 2000. Son siège est Macon.